# Alstom
Az Alstom csoport egy francia hátterű multinacionális vasúti gyártó vállalat.

## Portfóliója
70 országban van jelen, több mint 70.000 alkalmazottat foglalkoztat. Az Alstom csoport termékportfóliója a nagysebességű vonatoktól, mozdonyoktól, metrókocsiktól, egysínű monorail vasúttól és villamosoktól az integrált rendszerekig, testreszabott szolgáltatásokig, infrastruktúráig, jelző- és biztosítóberendezésekig, valamint digitális mobilitási megoldásokig terjed.
Napjainkban közel 150 000 Alstom gyártmányú vasúti jármű üzemel világszerte.

## Története
Miután a cégcsoport felvásárolta a Bombardier Transportation-t, a kibővült csoport összesített árbevétele 14 milliárd eurót tett ki a 2021. március 31-ig lezárult 12 hónapban.
Az Alstom csoport termékei közé tartozik többek között az AGV, a TGV, az Eurostar, az Avelia és a New Pendolino nagysebességű vonatok, a Coradia motorvonatok, a Traxx mozdonyok, valamint a Metropolis metrószerelvények és a Citadis villamosok.
Az első vállalat, amely hidrogénüzemű vasúti járművet gyártott, a ma is Németországban közlekedő Coradia iLint-et.

## Termékek

### Vasúti járművek
- Amtrak California személykocsik
- Alstom Metropolis
- Coradia és Adelante vonatok
- Juniper vonatok
- Alstom Citadis villamosok

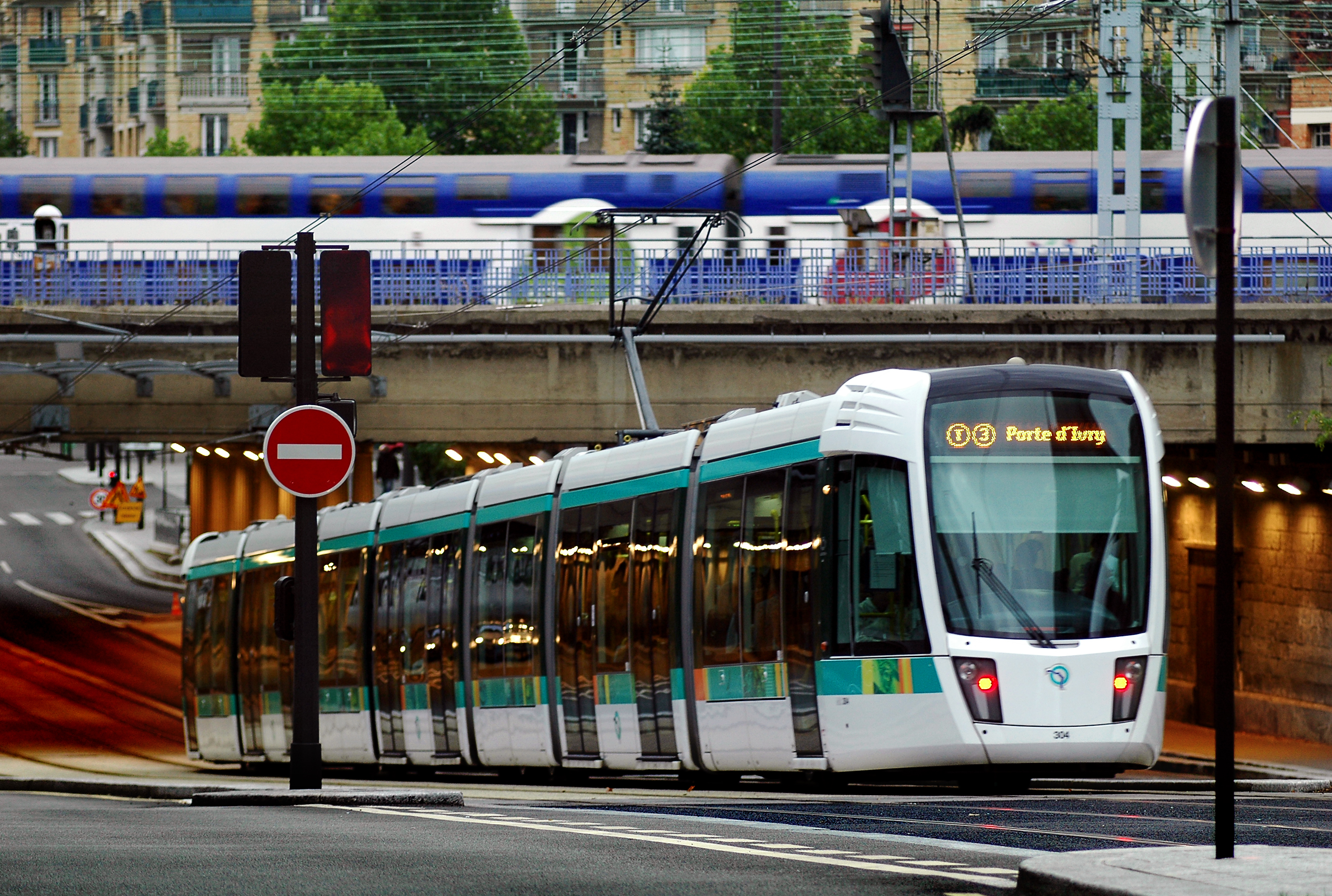
Egy Alstom által gyártott párizsi villamos

- vonatok a chicagói közlekedési hatóság számára
- Federal Rail Express villamos mozdonyok
- Metropolis Urban vonatok
- Indian Railways LHB személykocsik
- Israel Railways JT 42BW és JT 42CW mozdony
- Korail EL 8000 mozdony
- Korail KTX (TGV Corèe) nagysebességű vasúti kocsik
- London Underground 1995 és 1996 kocsik
- New Jersey Transit Rail Comet V személykocsik PL42AC mozdonyok
- New York City Transit R160A kocsik
- Pendolino vonatok
- Prima dízel- és villanymozdonyok
- szarajevói metrókocsik
- SNCF villamos mozdonyok
- TGV nagysebességű vasúti járművek
- különböző metróvonatok
- X'Trapolis elővárosi vonatok
- X60 Train elővárosi vonatok
- 4. generációs S-Bahn motorvonatok
- NS 1600/1800
- NS 1700

## Az Alstom Magyarországon
Magyarország az Alstom 7.100 főt foglalkoztató Közép- és Kelet-Európai (CEE) klaszterének része, amelyben 9 országban gyártó-, további 8 országban pedig kereskedelmi képviselettel van jelen a vállalat.
A cég Budapesten kereskedelmi irodát tart fenn, mátranováki forgóváz keret gyárában pedig, amely Nógrád megye egyik legnagyobb munkaadója, több mint 630 főt foglalkoztat.  A gyár jelenleg magas minőségű, személy- és gyorsvonatokhoz, metrókhoz és villamosokhoz használt, hegesztett acél forgóváz kereteket gyárt, amelyeket a cég 100 százalékban európai gyáraiba exportál. Az Alstom mátranováki gyára ezen részegységek gyártására specializálódott, amelyből évente 1600-1800 darabot készít. A Nógrád megyei településen gyártott termékeket jelenleg kizárólag Németországba és Franciaországba exportálják, ahol az Alstom német, francia, osztrák, olasz, spanyol, svájci, belga, svéd magán vasúttársaságok számára gyártott vasúti járműveibe építik be azokat. A fiatal munkavállalók bevonása érdekében a cég együttműködik a Miskolci Egyetemmel és a helyi képzési központokkal, valamint elindította a Kereskedelmi és Iparkamara által akkreditált, saját szakmai képzési programját is.
Az Alstom mindemellett a BKV beszállítója is: a budapesti metró flotta 50 százalékát az Alstom által gyártott Metropolis metrószerelvények teszik ki. A budapesti M2 metró vonalon 22 db 5 kocsis, az M4 vonalon pedig 15 db 4 kocsis jármű üzemel. Ez utóbbi vonalra a vállalat szállította Közép-Kelet-Európa első teljesen automatizált metróvonalának vezető nélküli járműveit is. Mindemellett a MÁV flottájában üzemelő 25 darab TRAXX mozdony is jól ismert jármű a magyar vasúton.
Az Alstom jelenleg futó projekt keretében a MÁV-START Zrt. által üzemeltetett 2006-2010 között beszerzett 59 db FLIRT típusú motorvonatait ETCS L2 vonatbefolyásoló rendszerrel szereli fel uniós forrásból a közlekedésbiztonság növelése és a járművek nagyobb kihasználtsága céljából.
Az Alstom magyarországi vezérigazgatója 2021. szeptember 1. óta Balázs Gáspár.

## Vasúti megrendelők
- Amtrak
- Amtrak California
- Budapesti Közlekedési Zrt.
- a kínai vasútügyi minisztérium
- Connex Melbourne
- CP
- E.On
- Indian Railways
- KCRC
- Londoni metró
- Luas
- Metrovías S.A.
- MÁV Magyar Államvasutak Zrt.
- MARTA
- MTA New York
- MTR
- New Jersey Transit
- RATP
- SBS Transit
- São Paulo-i metró
- SEPTA
- SNCB/NMBS
- SNCF
- SMRT Corporation
- SJ
- Storstockholms Lokaltrafik
- STM
- Tajpeji metró
- Vattenfall
- VIA Rail
- WMATA